# Cusseta (Georgia)
Cusseta ist eine Stadt im US-Bundesstaat Georgia und der County Seat des Chattahoochee County. Sie hat 10.907 Einwohner (Stand: 2019). Die County- und Stadtverwaltung wurden 2003 zusammengelegt. Trotzdem ist Cusseta nicht deckungsgleich mit dem County; es bleibt eine geografisch eigenständige Gemeinde innerhalb des Countys.

## Geschichte
Chattahoochee County wurde durch einen Akt der Generalversammlung von Georgia am 13. Februar 1854 geschaffen. Es wurde aus Teilen der Countys Muscogee und Marion gebildet und nach dem Fluss benannt, der seine westliche Grenze bildet. Es wurden fünf Kommissionsmitglieder ernannt, die einen Ort für den Kreissitz auswählen sollten, den sie Cusseta nannten, um an die Stadt der Creek-Indianer zu erinnern, die früher in der Nähe existierte.
Cusseta wurde am 22. Dezember 1855 als Stadt gegründet. Sie ist immer noch die einzige Gemeinde im Chattahoochee County.
Cusseta konnte kurzzeitig stolz darauf sein, das höchste von Menschenhand geschaffene Bauwerk der Welt zu besitzen, den WTVM-Fernsehsendemast, einen abgespannten Sendeturm, der 1962 etwa eine Meile von der Stadt entfernt errichtet wurde. Er wurde jedoch nur ein Jahr später vom KVLY-TV-Mast in Fargo, North Dakota, übertroffen.

## Demografie
Nach der Schätzung von 2019 leben in Cusseta 10.907 Menschen. Die Bevölkerung teilte sich im selben Jahr auf in 67,6 % Weiße, 21,5 % Afroamerikaner, 0,3 % amerikanische Ureinwohner, 3,6 % Asiaten, 0,1 % Ozeanier und 3,6 % mit zwei oder mehr Ethnizitäten. Hispanics oder Latinos aller Ethnien machten 15,9 % der Bevölkerung aus. Das mittlere Haushaltseinkommen lag bei 47.096 US-Dollar und die Armutsquote bei 19,8 %.